# Calotes ellioti
Calotes ellioti е вид влечуго от семейство Агамови (Agamidae). Видът не е застрашен от изчезване.

## Разпространение и местообитание
Разпространен е в Индия (Карнатака, Керала, Махаращра и Тамил Наду).
Обитава гористи местности, хълмове, крайбрежия, плажове и плантации.